# Osphryon wauensis
Osphryon wauensis là một loài bọ cánh cứng trong họ Cerambycidae.